# Quai Voltaire
Quai Voltaire (Voltairovo nábřeží) je nábřeží v Paříži. Nachází se v 7. obvodu.

## Poloha
Nábřeží vede po levém břehu řeky Seiny mezi mosty Carrousel a Royal. Začíná na úrovni ulice Rue des Saints-Pères, kde proti proudu navazuje Quai Malaquais a končí u Rue du Bac, odkud dále pokračuje Quai Anatole-France. Součástí nábřeží je i přístav Port des Saints-Pères.

## Historie
Quai Voltaire bylo původně součástí nábřeží Malaquais jako jeho západní část. Nejprve se nazývalo Quai des Théatins podle kláštera mužského řádu theatinů, který zde byl založen v roce 1644 díky štědrosti kardinála Mazarina.
V roce 1791 získalo nábřeží dnešní název na počest spisovatele Voltaira, který v roce 1778 zemřel na nábřeží v domě č. 27.
Na počátku 19. století se na nábřeží objevili první bukinisté.

## Významné stavby
- Dům č. 1: Hôtel de Bouillon byl palác postavený kolem roku 1630, později ho v roce 1768 nahradil Hôtel de Tesse, který nechala postavit Charlotte Béthune-Charost a její syn, hrabě de Tesse. Výzdoba hlavního salonu se nachází v Metropolitním muzeu umění v New Yorku. Dne 19. března 1742 se pokusil se střechy tohoto domu vzlétnout Jean-François Boyvin de Bonnetot (1688–1786). Vybaven křídly připojenými k rukám a nohám doplachtil nad Seinu, kde spadl na loď a zlámal si nohy. V tomto paláci zemřel generál Thomas Robert Bugeaud (1784–1849).
- Dům č. 3-5: Hôtel Le Barbier, později Hôtel Perrault a poté Hôtel La Briffe. Spisovatel Maurice Joly (1829–1878) zde žil v malém bytě až do své smrti. V roce 1887 zde Gustave Sennelier založil obchod s barvami. K jeho zákazníkům patřili umělci Paul Cézanne, Edgar Degas, Paul Gauguin, Camille Pissarro, Chaïm Soutine, Amedeo Modigliani, Vasilij Kandinskij, Pablo Picasso a mnoho dalších. V květnu 2007 po odchodu z Elysejského paláce se zde usadil bývalý prezident Jacques Chirac s manželkou. Nastěhovali se do bytu, který jim zapůjčil Ajmán Harírí, syn bývalého libanonského premiéra Rafíka Harírího.
- Dům č. 7: Hôtel Glucq, poté Hôtel Choiseul-Beaupré a později Hôtel d'Aumont-Mazarin: do své smrti zde žil sběratel umění Jean-Baptiste Glucq (1674–1748). V roce 1813 Louise d'Aumont pronajala byt v 1. patře umělci D. V. Denonovi. V prvních letech své kariéry zde žil rovněž módní návrhář Karl Lagerfeld.
- Dům č. 9-11: palác měl během své existence mnoho názvů (Hôtel du Président Perrault, Hôtel Chamillart, Hôtel de Beuvron, Hôtel de Chamlay, Hôtel de Vaubécourt, Hôtel de Bérulle, Hôtel de Bauffremont, Hôtel de Berty). Bydlel zde Joseph Fouché, ministr policie Napoleona I., své ateliéry zde měli malíři Jean Auguste Dominique Ingres, Eugène Delacroix a Camille Corot. Otec Anatola France zde měl knihkupectví.
- Dům č. 13: Hôtel Brigallier, poté Hôtel Moisnet, později Hôtel Pioust de Saint-Gilles. Ve dvoře domu se dochoval zbytek východní fasády kostela theatinů.
- Dům č. 15: Eugène Delacroix zde měl ateliér v letech 1829–1838 a do roku 1835 zde i bydlel.
- Dům č. 17: v roce 1921 zde s rodinou pobýval spisovatel Paul Bowles (1910–1999). Také zde žil v posledních letech svého života módní návrhář Karl Lagerfeld (1933-2019) který vydesignoval svůj apartmán ve futuristickém stylu.
- Dům č. 17bis: v letech 1915-1936 zde bydlel básník Lucie Delarue-Mardrus (1875–1945).
- Dům č. 19: Hôtel du Quai Voltaire byl postaven v 19. století. Charles Baudelaire zde napsal Květy zla. Richard Wagner zde dokončil operu Mistři pěvci norimberští. Pobývali zde rovněž Jean Sibelius, Oscar Wilde a Camille Pissarro.
- Dům č. 25: spisovatel Henry de Montherlant (1895–1972) zde bydlel do své smrti.
- Dům č. 27: Hôtel de Villette: Voltaire zde žil na sklonku svého života od února 1778 do své smrti 30. května téhož roku.
- Dům č. 29-31: Hôtel de Mailly-Nesle nechal postavit Augustin Joseph de Mailly, maršál Francie a obránce Tuilerijského paláce během útoku 10. srpna 1792, byl popraven v roce 1794. Dnes zde sídlí Dokumentační středisko, jedna ze služeb úřadu francouzského premiéra.